# 東林鎮 (湖州市)
東林鎮是浙江省湖州市吳興區（原屬菱湖區）的一個轄鎮，位於湖州市區南郊，因境內有東林山故名「東林鎮」。東林鎮西鄰東苕溪，北緊靠104國道，四周分別與道場鄉、妙西鎮、埭溪鎮、菱湖鎮、鐘管鎮、洛舍鎮相鄰，距湖州20公里、杭州60公里。全鎮總面積80平方公里，人口3.5萬。

## 沿革
東林鎮舊為東林鄉。
- 中華人民共和國成立後初期，建為東林、東保兩鄉。
- 1958年，設為東林、東保、東華三個生產管理區。
- 1961年，為東林公社。
- 1984年，又改為東林鄉。
- 1995年12月，經省民政廳批准撤鄉建鎮。
- 1999年10月，錦山鎮併入。
- 2001年6月，青山鄉併入。

## 行政區劃
經過1999年10月和2001年6月兩次行政區劃調整，東林鎮與原錦山鎮、青山鄉先後合併，現東林鎮下轄3個居委會以及23個行政村（2005年）。鎮政府駐地位於東林鎮長靈路79號。
- 居委會：東林居委會、後塘居委會、青山居委會。
- 行政村：泉慶村、泉益村、泉心村、星火村、星敏村、星聯村、星群村、星華村、東明村、保豐村、保國村、保永村、保健村、保衛村、東華村、東升村、東方村、東南村、勝利村、三合村、南山村、青聯村、青山村。

## 經濟
工業主要以輕紡和建材業為主，飼料生產及五金、塑膠製品加工等為輔的塊狀經濟。2003年全鎮實現工農業總產值39.7億元，其中工業總產值36億，農業總產值達4億，03年農民人均純收入5400元。

## 名人
- 沈思
- 沈偕
- 何栗
- 陳其業
- 陳其美
- 陳其采
- 陳果夫
- 陳立夫

## 景點
- 東林山（祗園寺、錦峰塔）
- 常照寺